# Muslimische Gemeinschaft Albaniens

Logo der Gemeinschaft mit der Et’hem-Bey-Moschee.

Die Muslimische Gemeinschaft Albaniens (albanisch Komuniteti Mysliman i Shqipërisë, kurz KMSH) ist eine 1923 gegründete, private Institution und Glaubensgemeinschaft, die die Einrichtungen der sunnitisch-islamischen Bevölkerung des Landes vereint. Sie steht seit den 2010er Jahren der Gülen-Bewegung des in den Vereinigten Staaten lebenden spirituellen Führers Fethullah Gülen nahe, die in der Türkei als FETÖ verboten ist. Vorsitzender ist seit 2019 Bujar Spahiu. Der Sitz befindet sich in der Hauptstadt Tirana.

## Geschichte
Die Anfänge einer einheitlichen muslimischen Gemeinschaft in Albanien sind auf das Jahr 1921 zu datieren. Damals trennte sich die albanische Sektion vom Osmanischen Kalifat und gründete eine eigene unabhängige Organisation, die sich um die Muslime in Albanien kümmern sollte. Im Oktober 1923 beginnt die Veröffentlichung der Zeitung Zani Naltë; sie wurde jedoch 1939 wieder eingestellt. Während des Zweiten Weltkrieges wird die Zeitung Kultura Islame publiziert. 1923 erschien die erste islamischen Zeitung, und in der Hauptstadt wurde die erste Medresse (alb. Medreseja e Tiranës) eröffnet. Ihr Vorsitzender war Haxhi Vehbi Dibra.
1967 wurden in Albanien alle Moscheen und Kirchen geschlossen, jedwede religiöse Bekennung und Ausübung wurde verboten. Albanien erklärte sich zum ersten atheistischen Staat der Welt.
| Nr. | Name                    | Amtszeit | Amtszeit  |
| --- | ----------------------- | -------- | --------- |
| 1   | Haxhi Vehbi Dibra       | 1923     | 1929      |
| 2   | Behexhet Shapati        | 1929     | 1942      |
| 3   | Hafiz Sherif Lëngu      | 1942     | 1945      |
| 4   | Hafiz Musa H. Ali Basha | 1945     | 1954      |
| 5   | Hafiz Sylejman Myrta    | 1954     | 1966      |
| 6   | Esat Myftija            | 1966     | 1967      |
| 7   | Haxhi Hafiz Sabri Koçi  | 1990     | 2003      |
| 8   | Haxhi Selim Muça        | 2004     | 2014      |
| 9   | Skënder Bruçaj          | 2014     | 2019      |
| 9   | Bujar Spahiu            | 2019     | amtierend |

Am 16. November 1990 – nach dem Fall des Kommunismus in Albanien – wurde in der Bleimoschee von Shkodra die Institution unter Sabri Koçi wieder neu gegründet und erstmals wieder öffentlich gebetet. Seit dieser Zeit erscheint zudem die Zeitung Drita Islame. Bis 2003 wurden die meisten Medresen der KMSH von Nichtregierungsorganisationen aus arabischen Staaten finanziert. Mit Beginn des „Krieges gegen den Terror“ der USA wurden die meisten dieser arabischen NGOs außer Landes verwiesen oder mussten ihre Aktivitäten einschränken. Die arabischen Organisationen wurden durch türkische, zumeist aus dem Kreise des in den USA lebenden Predigers Fethullah Gülen, ersetzt.
Die KMSH kündigte im Jahr 2010 an, in der Hauptstadt eine islamische Universität, welche die Fakultäten Theologie und Philologie beinhalten soll, einrichten zu wollen. Der Unterricht hätte auf Albanisch, Türkisch, Arabisch und teilweise auch auf Englisch erfolgen sollen. Dies wurde nicht verwirklicht; stattdessen wurde eine koedukative Universität mit stärkerem Gewicht auf Geisteswissenschaften gegründet.

## Aufgaben
Die KMSh ernennt die Muftis, Imame, Chatibe und Muezzine in den islamischen Gemeinden. Der Vorsitzende der KMSh diente bis zur Amtszeit von Skender Brucaj als Großmufti Albaniens.

## Islamische Hochschulen
In Albanien existieren die als islamische Universität geplante geisteswissenschaftliche Universiteti Bedër in Tirana, und sieben Medresen. Fünf der sieben Medresen sollen von der Gülen-Bewegung kontrolliert werden.
- Haxhi Mahmud Dashi in Tirana
- Haxhi Sheh Shamia in Shkodra
- Mustafa Varoshi in Durrës
- Hafiz Ali Korça in Kavaja
- Liria in Elbasan
- Vexhi Buharaja in Berat
- Abdullah Zemblaku in Korça

## Sonstiges
Die Gemeinschaft ist Mitglied im Departement des interreligiösen Dialoges (alb. Departamenti i Dialogut Ndërfetar).